# Tetrastemma quadristriatum
Tetrastemma quadristriatum är en djurart som tillhör fylumet slemmaskar, och som beskrevs av Langerhans 1880. Tetrastemma quadristriatum ingår i släktet Tetrastemma och familjen Tetrastemmatidae. Inga underarter finns listade i Catalogue of Life.